# Туше (коммуна)
Туше́ (фр. Touchay) — коммуна во Франции, находится в регионе Центр. Департамент — Шер. Входит в состав кантона Линьер. Округ коммуны — Сент-Аман-Монтрон.
Код INSEE коммуны — 18266.

## География
Коммуна расположена приблизительно в 240 км к югу от Парижа, в 135 км южнее Орлеана, в 45 км к югу от Буржа.
По территории коммуны протекает река Арнон.

## Население
Население коммуны на 2008 год составляло 287 человек.
| 1962 | 1968 | 1975 | 1982 | 1990 | 1999 | 2008 |
| ---- | ---- | ---- | ---- | ---- | ---- | ---- |
| 322  | 342  | 286  | 298  | 286  | 297  | 287  |

## Экономика
В 2007 году среди 170 человек в трудоспособном возрасте (15-64 лет) 119 были экономически активными, 51 — неактивными (показатель активности — 70,0 %, в 1999 году было 69,9 %). Из 119 активных работали 102 человека (54 мужчины и 48 женщин), безработных было 17 (7 мужчин и 10 женщин). Среди 51 неактивных 15 человек были учениками или студентами, 20 — пенсионерами, 16 были неактивными по другим причинам.

## Достопримечательности
- Замок Иль-сюр-Арнон (XV век). Исторический памятник с 1926 года[3]
- Церковь Сен-Мартен (XV век). Исторический памятник с 1926 года[4]
  - Надгробная плита на могиле Пьера дю Ма и его жены Жаклин Шаккур (1456 год). Исторический памятник с 1908 года[5]